# Andengenerationsdatamat
En Andengenerationsdatamat er en datamat hvor der er anvendt transistorer til opbygning af kontrol- og aritmetisk enhed.  
Transistoren blev opfundet i 1947 og var mindre og mere driftssikker end radiorør, og brugte mindre strøm end disse.  Det gjorde det muligt at bygge mindre, billigere og mere pålidelige datamater. Anvendelsen af transistorer gjorde ligeledes masseproduktion langt mere realistisk. De første datamater med transistorer blev introduceret i slutningen af 1950'erne.
Skiftet til andengenerationsdatamater gjorde maskinerne billigere og langt mere udbredte end tidligere.  Maskinerne var imidlertid stadig kostbare og anvendtes primært i store virksomheder, offentlige institutioner og på universiteter.
Eksempler på andengenerationsdatamater er: IBM 7090, IBM 1401, IBM 1620, DEC PDP-1, Burroughs B5000, UNIVAC 1107, IBM S/360, DEC PDP-8.
I Danmark blev GIER (Geodætisk Instituts Elektroniske Regnemaskine) produceret af Regnecentralen i flere eksemplarer fra 1960.